# Walk This Way
Singles de Aerosmith
Sweet Emotion
(1975) You See Me Crying
(1975)
Singles par Aerosmith
Home Tonight
(1976) Back in the Saddle
(1977)
Singles de Run–DMC feat. Aerosmith
My Adidas
(1986) You Be Illin'
(1986)
Walk This Way est une chanson du groupe de hard rock Aerosmith écrite par Steven Tyler et Joe Perry et sortie en 1975. Une autre version de la chanson a été enregistrée en 1986 avec Steven Tyler, Joe Perry et le groupe de rap Run–DMC. En effet, Aerosmith étant en manque de popularité décida de remasteriser sa composition avec un groupe de rap.
Le titre, selon Tyler et Perry, est directement inspiré du film Frankenstein Junior de Mel Brooks, lorsque le Docteur Frankenstein essaie d'apprendre à marcher à sa créature.

## Historique

### Classements
Le single a obtenu la 10e place du Billboard en janvier 1977. Elle s'est également classé à la 336e place du classement des 500 meilleures chansons par le Rolling Stone. La version avec Run–DMC a, quant à elle, obtenu la 287e place.

### Featuring
Pour un coup de pub lors de la mi-temps du Super Bowl XXXV en janvier 2001, le groupe a chanté cette chanson aux côtés de Britney Spears, Mary J. Blige et Nelly. Pour un autre coup de publicité, le groupe a également chanté avec Kid Rock cette chanson en 1999 pour les MTV Video Music Awards.
Aerosmith a aussi joué cette chanson avec Jimmy Page de Led Zeppelin et le groupe Bon Jovi.

### Reprises
En 2001, Hayseed Dixie reprend la chanson sur son album A Hillbilly Tribute To AC/DC.
En mars 2007, les deux célèbres groupes pop anglais Girls Aloud et Sugababes (sans demander l'avis d'Aerosmith) ont enregistré ensemble une version inédite du titre à l'occasion de l'événement caritatif Comic Relief '07 en Angleterre. Il s'agit de la première collaboration entre les deux groupes, et le clip met en scène la pseudo rivalité entre les deux formations. Le single entre directement premier des ventes, devenant ainsi le 15e top 10 consécutif des Girls Aloud. Les deux groupes sortiront respectivement en fin d'année un nouvel album.
Cette chanson a été reprise en 2004 par Macy Gray (album The Very Best of Macy Gray).
Le groupe Brigitte reprend cette chanson en 2012, dans la version bonus de l'album Et vous, tu m'aimes ?.
Le 24 octobre 2015, à l'occasion du grand concert pour la remise à l'antenne de l'émission musicale Taratata sur France 2, la chanson est reprise, avec quelques personnalisations notamment le texte de MC Solaar, par les rappeurs français Youssoupha et Black M avec le rockeur  Louis Bertignac.
Le 26 juin 2011, le youtubeur LinksTheSun parodie la chanson avec des paroles aléatoires sur le thème du sketch lui-même parodique du Kamoulox de Kad et Olivier.

### Apparition
Cette chanson figure dans l'épisode Un cocktail d'enfer dans Les Simpson chantée par le groupe Aerosmith lui-même.

## Performance commerciale
| Classement (1976–1977)         | Meilleure position |
| ------------------------------ | ------------------ |
| Australie (Kent Music Report)  | 85                 |
| Canada (CHUM)                  | 6                  |
| Canada (Top Singles)           | 7                  |
| États-Unis (Billboard Hot 100) | 10                 |
| États-Unis (Cash Box)          | 7                  |
| États-Unis (Record World)      | 5                  |

| Classement (1990)             | Meilleure position |
| ----------------------------- | ------------------ |
| Australie (Kent Music Report) | 55                 |

| Classement (2008)              | Meilleure position |
| ------------------------------ | ------------------ |
| États-Unis (Hot Digital Songs) | 50                 |

| Classement (1977)              | Position |
| ------------------------------ | -------- |
| Canada (Top 200 Singles)       | 77       |
| États-Unis (Billboard Hot 100) | 90       |
| États-Unis (Cash Box)          | 72       |

| Classement (1986)                               | Meilleure position |
| ----------------------------------------------- | ------------------ |
| Allemagne (Media Control AG)                    | 13                 |
| Australie (Kent Music Report)                   | 9                  |
| Autriche (Ö3 Austria Top 40)                    | 26                 |
| Belgique (Flandre Ultratop 50 Singles)          | 6                  |
| Belgique (Flandre VRT Top 30)                   | 5                  |
| Canada (100 Singles)                            | 6                  |
| États-Unis (Billboard Hot 100)                  | 4                  |
| États-Unis (Cash Box)                           | 9                  |
| États-Unis (Hot Black Singles)                  | 8                  |
| États-Unis (Hot Dance Club Play)                | 6                  |
| États-Unis (Hot Dance Music/Maxi-Singles Sales) | 13                 |
| Europe (Pan-European Charts)                    | 14                 |
| France (SNEP)                                   | 61                 |
| Irlande (IRMA)                                  | 12                 |
| Italie (FIMI)                                   | 12                 |
| Norvège (VG-lista)                              | 6                  |
| Nouvelle-Zélande (RMNZ)                         | 1                  |
| Pays-Bas (Nederlandse Top 40)                   | 2                  |
| Pays-Bas (Single Top 100)                       | 2                  |
| Royaume-Uni (UK Singles Chart)                  | 8                  |
| Suisse (Schweizer Hitparade)                    | 9                  |

| Classement (1986)              | Position |
| ------------------------------ | -------- |
| Australie (Kent Music Report)  | 82       |
| Belgique (Flandre Ultratop 50) | 78       |
| Canada (Top 100 Singles)       | 54       |
| États-Unis (Billboard Hot 100) | 89       |
| États-Unis (Cash Box)          | 80       |
| Italie (FIMI)                  | 66       |
| Pays-Bas (Nederlandse Top 40)  | 36       |
| Pays-Bas (Single Top 100)      | 9        |

| Pays              | Certification | Ventes certifiées |
| ----------------- | ------------- | ----------------- |
| Canada (CRIA)     | Or            | 5 000             |
| États-Unis (RIAA) | Or            | 500 000           |